# Little L
Singles de Jamiroquai
Black Capricorn Day
(2000) You Give Me Something
(2001)
Little L est le deuxième tube de l'album A Funk Odyssey du groupe Jamiroquai, sorti le 13 août 2001.
Il a été numéro 1 de nombreux hit-parades dans le monde entier[réf. nécessaire].
Le clip vidéo a été tourné dans un grand studio sur Paris et est réalisé par Stéphane Sednaoui